# 155270 Dianawheeler
155270 Dianawheeler è un asteroide della fascia principale. Scoperto nel 2005, presenta un'orbita caratterizzata da un semiasse maggiore pari a 2,9692567 UA e da un'eccentricità di 0,0977329, inclinata di 15,10285° rispetto all'eclittica.